# Cerdistus laetus
Cerdistus laetus là một loài ruồi trong họ Asilidae. Cerdistus laetus được Becker miêu tả năm 1925. Loài này phân bố ở miền Ấn Độ - Mã Lai.